# Langustovití
Langustovití (Palinuridae) je čeleď vyšších korýšů z řádu desetinožci (Decapoda). U rodu Langusta se velikost pohybuje v rozsahu cca 15–60 cm. Langusty spolu s listorožci tvoří podřád Palinura. Všechny druhy jsou mořské a žijí především v tropickém pásu. Pomocí tzv. plektra jsou schopni produkovat zvuky. Mají značný hospodářský význam, neboť jsou loveny ke konzumaci.

## Zástupci
Čeleď zahrnuje rody:
- Jasus Parker, 1883
- Justitia Holthuis, 1946
- Linuparus White, 1847
- Palibythus Davie, 1990
- Palinurellus De Man, 1881
- Palinurus Weber, 1795
- Palinustus A. Milne-Edwards, 1880
- Panulirus White, 1847
- Projasus George and Grindley, 1964
- Puerulus Ortmann, 1897